# Revolutionaire Kamerclub
De Revolutionaire Kamerclub was een gezamenlijke fractie van links-revolutionaire partijen in de Tweede Kamer, gevormd in 1918. De leden waren Harm Kolthek van de Socialistische Partij, David Wijnkoop en Willem van Ravesteyn van de Communistische Partij Holland (CPH) en Willy Kruyt van de Bond van Christen-Socialisten (BCS).
De club viel na een jaar weer uiteen: Kruyt stapte over naar de CPH, Kolthek ging alleen verder.

## Ontstaan en uiteenvallen
De Revolutionaire Kamerclub werd gevormd na de verkiezingen van 1918. Deze werd opgericht zodat de revolutionaire partijen kunnen krachten konden bundelen en meer rechten en mogelijkheden kregen in de Tweede Kamer. Kruyt werd de secretaris. De partijen vormden geen gezamenlijke fractie zodat ze zichzelf nog konden profileren en omdat de samenwerking binnen de partijen een gevoelige kwestie was.
In de Kamer ontstonden er al snel spanningen tussen Kolthek en de communisten van de CPH. Er was vooral onenigheid over politieke strategie, het functioneren van de vakbeweging en onderwijsvraagstukken. In oktober van 1918 ontstond er een felle discussie binnen de Kamerclub over de Harskamprellen. Kolthek was het niet eens met de methodes die de muitende soldaten toepasten, zoals plundering van hun kantine. De communisten wilden het geweld van de muiters daarentegen niet afkeuren. Ook ontstond er onenigheid over de Schoolstrijd. De communisten steunden namens de Kamerclub voorstellen om het bijzonder onderwijs te beperken, terwijl Kolthek juist wilde voorkomen dat alle onderwijs in handen kwam van de staat. Uiteindelijk stapte Kolthek uit de Kamerclub omdat hij zich onvoldoende kon herkennen in haar politiek en hij verweet Kruyt dat die zich te veel met de CPH identificeerde.